# Ringholmen (Sveio)
Ne doit pas être confondu avec Ringholmen.
Ringholmen est une île norvégienne dans le landskap Sunnhordland du comté de Vestland. Elle appartient administrativement à Sveio.

## Géographie
Rocheuse et désertique, elle s'étend sur environ 240 m de longueur pour une largeur approximative de 99 m. 